# 汪海波
汪海波（1930年9月24日—），原名汪期涛，笔名汪涛，安徽宣城人，中国社会科学院工业经济研究所研究员，中国社会科学院荣誉学部委员。1956年毕业于中国人民大学经济系。